# 京野美沙
京野 美沙 (きょうの みさ、1975年11月13日 - ）は日本のAV女優。

## 略歴
リズムプロモーション所属。

## 人物
趣味は料理、カラオケ、一人旅行。

## 作品

### アダルトDVD
- 吹いたお潮の総量10リットル Fカップの敏感五十路妻がAVデビュー!（5月7日、RUBY）
- 縛られた母 田舎旅館で起きた赤い情交 京野美沙45歳（6月17日、ナイル）
- 母の愛情（6月24日、タカラ映像）
- 神戸から上京した嫁の母が… 関西の巨尻義母（8月20日、STAR PARADISE）
- 都内発! 美熟女ランジェリー専門デリヘル生本〇交渉（9月20日、STAR PARADISE）
- 大家のおばさんを口説いてキスを迫ってみた…（9月20日、STAR PARADISE）
- 五十路で潮噴きな友達のお母さん 京野美沙（10月5日、RUBY）
- 熟女股縄調教（11月18日、ナイル）

- 母子交尾 京野美沙（1月4日、RUBY）
- 野外露出熟女 京野美沙 45歳（1月20日、ナイル）
- 「油断は禁物…」 息子が母親の身体をマッサージ中にズボンを下げて半ケツにしたら… 3（2月20日、STAR PARADISE）
- お母さんの玩具になった僕 大量潮噴き変態五十路母! 京野美沙（6月7日、RUBY）
- 真・異常性交 五十路母と子 其の参拾 息子の若い肉棒で潮吹き絶頂! 京野美沙（7月26日、グローバルメディアエンタテインメント）
- 夫のデカチンが辛いんです… それでもデカチンを挿れて欲しいと懇願する妻たちの物語…（8月19日、MBM）
- 野外緊縛 人妻露出（9月16日、MBM）
- あなた、私みたいなおばさん興奮させて… どうするのよ… 京野美沙（9月27日、タカラ映像）
- 親友みたいな仲良し母娘ナンパ ビキビキにいきり立ったチ〇ポを見せつけ欲望に負けた母親とそれを見て興奮してしまった娘の親子丼 2（11月11日、ホットエンターテイメント）
- 取り合い! 喰い合い! 熟女合コンNEO 飲んで! 騒いで! ヤリまくる! これが大人の飲み会だ!!（11月11日、ホットエンターテイメント）
- 母姦中出し 息子に初めて中出しされた母（11月22日、タカラ映像）
- 調教される母 復讐の拘束落書き玩具責め3P・飼い慣らされた雌犬母さん・我慢できない媚薬キメセク近親姦（12月27日、グローバルメディアエンタテインメント）

- 素人人妻センズリ鑑賞 欲求不満な奥さんに勃起チ●ポを見せて…（1月20日、ネクスト）
- 娘の旦那とダクあせ交尾 京野美沙（3月14日、タカラ映像）
- 上京してきた嫁の母と近×相姦 スケベな熟女体型に欲情した婿（4月20日、ネクスト）
- 熟母緊縛 むっちり爆乳ボンレス（4月20日、九龍）
- 潮吹きジョバジョバ奥様 in 巣鴨 美沙さん 50歳（6月1日、五十路ん）
- なかよし中年夫婦生活 妻50代・夫と添い遂げるという事（6月6日、FAプロ）
- ヤリたくてたまらない! アパート管理人のおばちゃん（7月20日、ネクスト）
- 近親相姦 五十路のお母さんに膣中出し 京野美沙 （8月1日、RUBY）
- 母さんに乳房を揉んでとせがまれて… 京野美沙（8月22日、タカラ映像）

### アダルトVR
- リアル五十路・生熟女 京野美沙（2022年12月16日、1113工房VR）
- 五十路のしたたり（2023年8月17日、1113工房VR）